# Tromsdalen Fotball 2017
Questa voce raccoglie le informazioni riguardanti il Tromsdalen Fotball nelle competizioni ufficiali della stagione 2017.

## Stagione
A seguito del 1º posto nel girone di competenza della 2. divisjon 2016 ed alla conseguente promozione, il Tromsdalen è stato chiamato ad affrontare il campionato di 1. divisjon, oltre al Norgesmesterskapet. Il 20 dicembre è stato compilato il calendario del nuovo campionato, che alla 1ª giornata avrebbe visto la squadra ospitare l'Åsane, nel weekend dell'1-2 aprile 2016.
Il 7 aprile è stato sorteggiato il primo turno del Norgesmesterskapet 2017: il Tromsdalen avrebbe fatto visita al Lyngen/Karnes. Superato questo ostacolo, il Tromsdalen è stato eliminato al secondo turno della manifestazione a causa della sconfitta subita dal Fløya.
Il Tromsdalen ha chiuso la stagione al 9º posto finale.

## Maglie e sponsor
Lo sponsor tecnico per la stagione 2017 è stato Umbro, mentre lo sponsor ufficiale è stato SpareBank 1. La divisa casalinga era composta da una maglia blu con rifiniture rosse, con pantaloncini e calzettoni rossi. Quella da trasferta era totalmente di colore bianco.
| Casa | Trasferta |

## Rosa
| N. |                     | Ruolo | Calciatore          |
| -- | ------------------- | ----- | ------------------- |
| 1  | Norvegia (bandiera) | P     | Adrian Mikkelsen    |
| 2  | Norvegia (bandiera) | D     | Steffen Pedersen    |
| 3  | Norvegia (bandiera) | D     | Anders Jenssen      |
| 4  | Norvegia (bandiera) | C     | Lars-Gunnar Johnsen |
| 5  | Norvegia (bandiera) | D     | Tobias Vibe         |
| 6  | Norvegia (bandiera) | C     | Elias Skogvoll      |
| 7  | Norvegia (bandiera) | A     | Håkon Kjæve         |
| 8  | Norvegia (bandiera) | C     | Tor Martin Mienna   |
| 9  | Norvegia (bandiera) | D     | Sebastian Jensen    |
| 9  | Norvegia (bandiera) | A     | Christer Johnsgård  |
| 10 | Norvegia (bandiera) | A     | Vegard Lysvoll      |
| 11 | Norvegia (bandiera) | C     | Håvard Lysvoll      |
| 12 | Norvegia (bandiera) | P     | Teodor Nilsen       |

| N. |                     | Ruolo | Calciatore             |
| -- | ------------------- | ----- | ---------------------- |
| 13 | Norvegia (bandiera) | D     | Jo Nymo Matland        |
| 14 | Norvegia (bandiera) | C     | Lars Henrik Andreassen |
| 16 | Norvegia (bandiera) | D     | Simon Laugsand         |
| 17 | Norvegia (bandiera) | D     | Lasse Nilsen           |
| 19 | Norvegia (bandiera) | C     | Anders Karlsen         |
| 20 | Somalia (bandiera)  | A     | Mohammed Ahamed        |
| 21 | Norvegia (bandiera) | C     | Mathias Dahl Abelsen   |
| 22 | Polonia (bandiera)  | P     | Grzegorz Flasza        |
| 24 | Norvegia (bandiera) | D     | Jonas Fundingsrud      |
| 26 | Norvegia (bandiera) | C     | Jakob Vollstad         |
| 27 | Norvegia (bandiera) | C     | Vetle Walnum Vinje     |
| 28 | Norvegia (bandiera) | C     | Adrian Martinsen       |

## Calciomercato

### Sessione invernale(dal 01/01 al 31/03)
| Arrivi | Arrivi               | Arrivi | Arrivi     |
| R.     | Nome                 | da     | Modalità   |
| ------ | -------------------- | ------ | ---------- |
| P      | Grzegorz Flasza      | Bærum  | definitivo |
| D      | Lasse Nilsen         | Tromsø | prestito   |
| C      | Mathias Dahl Abelsen | Alta   | definitivo |
| C      | Anders Karlsen       |        | svincolato |
| A      | Christer Johnsgård   |        | svincolato |

| Partenze | Partenze            | Partenze    | Partenze   |
| R.       | Nome                | a           | Modalità   |
| -------- | ------------------- | ----------- | ---------- |
| D        | Martin Albertsen    | Senja       | prestito   |
| C        | Mathias Johnsen     | Mjølner     | definitivo |
| C        | Tomas Kristoffersen | Sandnes Ulf | definitivo |
| C        | Mads Larsen         | Skjervøy    | prestito   |

### Sessione estiva(dal 20/07 al 16/08)
| Arrivi | Arrivi           | Arrivi | Arrivi     |
| R.     | Nome             | da     | Modalità   |
| ------ | ---------------- | ------ | ---------- |
| D      | Jo Nymo Matland  |        | svincolato |
| A      | Sebastian Jensen | Senja  | prestito   |

| Partenze | Partenze           | Partenze | Partenze      |
| R.       | Nome               | a        | Modalità      |
| -------- | ------------------ | -------- | ------------- |
| D        | Simon Laugsand     | Finnsnes | prestito      |
| D        | Lasse Nilsen       | Tromsø   | fine prestito |
| A        | Christer Johnsgård | Senja    | prestito      |

## Risultati

### 1. divisjon

#### Girone di andata
| Arbitro: | Haugen (Rælingen) |

|                                   |           |  |
| Jenssen 45’ H. Lysvoll 90’ (rig.) | Marcatori |  |

| Arbitro: | Følstad Skarsem (Trondheim) |

|             |           |           |
| Layouni 90’ | Marcatori | 9’ Ahamed |

| Arbitro: | Tennøy (Bergen) |

|                      |           |                         |
| Ahamed 34’ Kjæve 40’ | Marcatori | 2’ Suslov 45’ Ellingsen |

| Arbitro: | Borgersen (Oslo) |

|                  |           |                            |
| Dahl Abelsen 49’ | Marcatori | 25’ Aase 90’ (rig.) Larsen |

| Arbitro: | Følstad Skarsem (Trondheim) |

|                        |           |  |
| Sellin 41’ (rig.), 55’ | Marcatori |  |

| Arbitro: | Hansen (Oslo) |

|                    |           |                                     |
| Vibe 6’ Ahamed 79’ | Marcatori | 11’, 62’ Leikvoll Moberg 23’ Opseth |

| Arbitro: | Aslam |

|                             |           |                       |
| Skogvang Pedersen 5’ (aut.) | Marcatori | 53’ Skogvang Pedersen |

| Arbitro: | Moen (Oslo) |

|                              |           |             |
| V. Lysvoll 6’ H. Lysvoll 90’ | Marcatori | 76’ Gauseth |

| Arbitro: | Hansen Grøtta |

|            |           |  |
| Nesset 89’ | Marcatori |  |

| Arbitro: | Haugen (Rælingen) |

|                                 |           |                        |
| Dahl Abelsen 57’, 89’ Kjæve 80’ | Marcatori | 11’ Karlsen 16’ Kvande |

| Arbitro: | Gjermshus (Oslo) |

|               |           |                     |
| Rasmussen 87’ | Marcatori | 53’, 70’ H. Lysvoll |

| Tromsdalen 11 giugno 2017, ore 18:00 12ª giornata | Tromsdalen | 1 – 0 referto | Florø | TUIL Arena (350 spett.) |
| \| \| \| \| \| Kjæve 51’ \| Marcatori \| \|       |            |               |       |                         |
|                                                   |            |               |       |                         |
| Kjæve 51’                                         | Marcatori  |               |       |                         |

| Arbitro: | Hauge (Bergen) |

|                     |           |            |
| Andersen 88’ (rig.) | Marcatori | 73’ Nilsen |

| Arbitro: | Tennøy (Bergen) |

|                                         |           |         |
| V. Lysvoll 26’ Hammer Berger 70’ (aut.) | Marcatori | 69’ Aas |

| Arbitro: | Moen (Oslo) |

|                  |           |            |
| Leko 19’ Flo 56’ | Marcatori | 89’ Mienna |

#### Girone di ritorno
| Arbitro: | Gjermshus (Oslo) |

|            |           |                      |
| Ahamed 72’ | Marcatori | 45’ (rig.) Rasmussen |

| Arbitro: | Haugen (Rælingen) |

|                                 |           |                |
| Løkberg 27’, 40’ Fonn Witry 71’ | Marcatori | 75’ V. Lysvoll |

| Arbitro: | Borgersen (Oslo) |

|           |           |            |
| Ahamed 6’ | Marcatori | 5’ Enkerud |

| Arbitro: | Tennøy (Bergen) |

|                        |           |  |
| Boye 22’ Gundersen 80’ | Marcatori |  |

| Arbitro: | Hauge (Bergen) |

|                |           |                          |
| Andreassen 35’ | Marcatori | 45’ Kryger 55’ Miljeteig |

| Arbitro: | Smehus Kringstad |

|                                  |           |                                  |
| Lie Skålevik 44’ Finnbogason 81’ | Marcatori | 11’ (aut.) Heikkilä 49’ Pedersen |

| Florø 3 settembre 2017, ore 15:00 22ª giornata         | Florø     | 1 – 1 referto | Tromsdalen | Florø Stadion (1.415 spett.) |
| \| \| \| \| \| Kupen 90’ \| Marcatori \| 73’ Ahamed \| |           |               |            |                              |
|                                                        |           |               |            |                              |
| Kupen 90’                                              | Marcatori | 73’ Ahamed    |            |                              |

| Arbitro: | Hansen (Oslo) |

|                             |           |                                         |
| Pedersen 20’ V. Lysvoll 28’ | Marcatori | 18’ (aut.) Vibe 45’ Sandberg 46’ Nesset |

| Arbitro: | Aslam |

|                 |           |  |
| Dahl Reitan 75’ | Marcatori |  |

| Arbitro: | Hansen Grøtta |

|          |           |                                  |
| Vibe 57’ | Marcatori | 26’, 41’, 49’ Akintola 37’ Hagen |

| Arbitro: | Moen (Oslo) |

|  |           |                                      |
|  | Marcatori | 23’, 70’ V. Lysvoll 90’ Dahl Abelsen |

| Arbitro: | Amland (Bergen) |

|                       |           |             |
| Andreassen 72’ (rig.) | Marcatori | 29’ Sildnes |

| Arbitro: | Aslam |

|                          |           |                           |
| Huseklepp 15’ Herrem 89’ | Marcatori | 48’ Ahamed 69’ Andreassen |

| Arbitro: | Haugen (Rælingen) |

|                                                                  |           |  |
| Andreassen 24’ (rig.), 52’, 87’ (rig.) V. Lysvoll 66’ Mienna 75’ | Marcatori |  |

| Arbitro: | Følstad Skarsem (Trondheim) |

|  |           |                  |
|  | Marcatori | 10’ Dahl Abelsen |

### Norgesmesterskapet
| Lyngen 26 aprile 2017, ore 18:00 Primo turno     | Lyngen/Karnes | 0 – 2 referto  | Tromsdalen | Polleidet Gress |
| \| \| \| \| \| \| Marcatori \| 2’, 90’ Mienna \| |               |                |            |                 |
|                                                  |               |                |            |                 |
|                                                  | Marcatori     | 2’, 90’ Mienna |            |                 |

| Tromsø 24 maggio 2017, ore 18:00 Secondo turno                                                                                            | Fløya     | 5 – 3 (d.t.s.) referto                    | Tromsdalen | Fløyabanen (221 spett.) |
| \| \| \| \| \| Johansen 17’ Tian Olsen 73’ Meyer 90’ Skaue 99’ Mathisen 103’ \| Marcatori \| 33’ Johnsgård 36’ Mienna 83’ Dahl Abelsen \| |           |                                           |            |                         |
| |           |                                           |            |                         |
| Johansen 17’ Tian Olsen 73’ Meyer 90’ Skaue 99’ Mathisen 103’                                                                             | Marcatori | 33’ Johnsgård 36’ Mienna 83’ Dahl Abelsen |            |                         |

## Statistiche

### Statistiche di squadra
| Competizione       | Punti | In casa | In casa | In casa | In casa | In casa | In casa | In trasferta | In trasferta | In trasferta | In trasferta | In trasferta | In trasferta | Totale | Totale | Totale | Totale | Totale | Totale | DR |
| Competizione       | Punti | G       | V       | N       | P       | Gf      | Gs      | G            | V            | N            | P            | Gf           | Gs           | G      | V      | N      | P      | Gf     | Gs     | DR |
| ------------------ | ----- | ------- | ------- | ------- | ------- | ------- | ------- | ------------ | ------------ | ------------ | ------------ | ------------ | ------------ | ------ | ------ | ------ | ------ | ------ | ------ | -- |
| 1. divisjon        | 37    | 15      | 6       | 4       | 5       | 27      | 23      | 15           | 3            | 6            | 6            | 16           | 20           | 30     | 9      | 10     | 11     | 43     | 43     | 0  |
| Norgesmesterskapet | -     | 0       | 0       | 0       | 0       | 0       | 0       | 2            | 1            | 0            | 1            | 5            | 5            | 2      | 1      | 0      | 1      | 5      | 5      | 0  |
| Totale             | -     | 15      | 6       | 4       | 5       | 27      | 23      | 17           | 4            | 6            | 7            | 21           | 25           | 32     | 10     | 10     | 12     | 48     | 48     | 0  |

### Andamento in campionato
| Giornata  | 1 | 2 | 3 | 4 | 5 | 6 | 7  | 8 | 9  | 10 | 11 | 12 | 13 | 14 | 15 | 16 | 17 | 18 | 19 | 20 | 21 | 22 | 23 | 24 | 25 | 26 | 27 | 28 | 29 | 30 |
| --------- | - | - | - | - | - | - | -- | - | -- | -- | -- | -- | -- | -- | -- | -- | -- | -- | -- | -- | -- | -- | -- | -- | -- | -- | -- | -- | -- | -- |
| Luogo     | C | T | C | C | T | C | T  | C | T  | C  | T  | C  | T  | C  | T  | C  | T  | C  | T  | C  | T  | T  | C  | T  | C  | T  | C  | T  | C  | T  |
| Risultato | V | N | N | P | P | P | N  | V | P  | V  | V  | V  | N  | V  | P  | N  | P  | N  | P  | P  | N  | N  | P  | P  | P  | V  | N  | N  | V  | V  |
| Posizione | 2 | 4 | 7 | 7 | 8 | 9 | 11 | 9 | 11 | 9  | 8  | 7  | 7  | 5  | 7  | 5  | 6  | 7  | 10 | 10 | 11 | 10 | 10 | 11 | 12 | 11 | 12 | 12 | 11 | 9  |

Fonte:  OBOS-ligaen 2017, su altomfotball.no, Altomfotball. URL consultato il 9 febbraio 2017 (archiviato dall'url originale il 2 febbraio 2017).
Legenda:

Luogo: C = Casa; T = Trasferta. Risultato: V = Vittoria; N = Pareggio; P = Sconfitta.

### Statistiche dei giocatori
| Giocatore       | 1. divisjon | 1. divisjon | 1. divisjon | 1. divisjon | Norgesmesterskapet | Norgesmesterskapet | Norgesmesterskapet | Norgesmesterskapet | Coppe europee | Coppe europee | Coppe europee | Coppe europee | Altre coppe | Altre coppe | Altre coppe | Altre coppe | Totale   | Totale | Totale      | Totale     |
| Giocatore       | Presenze    | Reti        | Ammonizioni | Espulsioni  | Presenze           | Reti               | Ammonizioni        | Espulsioni         | Presenze      | Reti          | Ammonizioni   | Espulsioni    | Presenze    | Reti        | Ammonizioni | Espulsioni  | Presenze | Reti   | Ammonizioni | Espulsioni |
| --------------- | ----------- | ----------- | ----------- | ----------- | ------------------ | ------------------ | ------------------ | ------------------ | ------------- | ------------- | ------------- | ------------- | ----------- | ----------- | ----------- | ----------- | -------- | ------ | ----------- | ---------- |
| M. Ahamed       | 25          | 7           | 5           | 0           | 0                  | 0                  | 0                  | 0                  |               |               |               |               |             |             |             |             | 25       | 7      | 5           | 0          |
| L. Andreassen   | 23          | 6           | 1           | 0           | 0                  | 0                  | 0                  | 0                  |               |               |               |               |             |             |             |             | 23       | 6      | 1           | 0          |
| M. Dahl Abelsen | 29          | 5           | 2           | 0           | 2                  | 1                  | 0                  | 0                  |               |               |               |               |             |             |             |             | 31       | 6      | 2           | 0          |
| G. Flasza       | 21          | -31         | 1           | 0           | 0                  | -0                 | 0                  | 0                  |               |               |               |               |             |             |             |             | 21       | -31    | 1           | 0          |
| J. Fundingsrud  | 9           | 0           | 0           | 0           | 2                  | 0                  | 1                  | 0                  |               |               |               |               |             |             |             |             | 11       | 0      | 1           | 0          |
| S. Jensen       | 1           | 0           | 0           | 0           | -                  | -                  | -                  | -                  |               |               |               |               |             |             |             |             | 1        | 0      | 0           | 0          |
| A. Jenssen      | 23          | 1           | 2           | 1           | 1                  | 0                  | 0                  | 0                  |               |               |               |               |             |             |             |             | 24       | 1      | 2           | 1          |
| L. Johnsen      | 25          | 0           | 3           | 0           | 2                  | 0                  | 1                  | 0                  |               |               |               |               |             |             |             |             | 27       | 0      | 4           | 0          |
| C. Johnsgård    | 2           | 0           | 0           | 0           | 2                  | 1                  | 0                  | 0                  |               |               |               |               |             |             |             |             | 4        | 1      | 0           | 0          |
| A. Karlsen      | 29          | 0           | 0           | 0           | 2                  | 0                  | 0                  | 0                  |               |               |               |               |             |             |             |             | 31       | 0      | 0           | 0          |
| H. Kjæve        | 29          | 3           | 0           | 0           | 2                  | 0                  | 0                  | 0                  |               |               |               |               |             |             |             |             | 31       | 3      | 0           | 0          |
| S. Laugsand     | 4           | 0           | 0           | 0           | 2                  | 0                  | 0                  | 0                  |               |               |               |               |             |             |             |             | 6        | 0      | 0           | 0          |
| H. Lysvoll      | 24          | 3           | 2           | 0           | 2                  | 0                  | 0                  | 0                  |               |               |               |               |             |             |             |             | 26       | 3      | 2           | 0          |
| V. Lysvoll      | 30          | 8           | 3           | 0           | 1                  | 0                  | 0                  | 0                  |               |               |               |               |             |             |             |             | 31       | 8      | 3           | 0          |
| A. Martinsen    | 0           | 0           | 0           | 0           | 0                  | 0                  | 0                  | 0                  |               |               |               |               |             |             |             |             | 0        | 0      | 0           | 0          |
| T. Mienna       | 20          | 2           | 0           | 0           | 2                  | 3                  | 0                  | 0                  |               |               |               |               |             |             |             |             | 22       | 5      | 0           | 0          |
| A. Mikkelsen    | 6           | -5          | 0           | 0           | 0                  | -0                 | 0                  | 0                  |               |               |               |               |             |             |             |             | 6        | -5     | 0           | 0          |
| L. Nilsen       | 15          | 1           | 4           | 0           | 0                  | 0                  | 0                  | 0                  |               |               |               |               |             |             |             |             | 15       | 1      | 4           | 0          |
| T. Nilsen       | 4           | -7          | 0           | 0           | 2                  | -5                 | 0                  | 0                  |               |               |               |               |             |             |             |             | 6        | -12    | 0           | 0          |
| J. Nymo Matland | 12          | 0           | 3           | 0           | -                  | -                  | -                  | -                  |               |               |               |               |             |             |             |             | 12       | 0      | 3           | 0          |
| S. Pedersen     | 30          | 3           | 1           | 0           | 1                  | 0                  | 0                  | 0                  |               |               |               |               |             |             |             |             | 31       | 3      | 1           | 0          |
| E. Skogvoll     | 11          | 0           | 0           | 0           | 2                  | 0                  | 0                  | 0                  |               |               |               |               |             |             |             |             | 13       | 0      | 0           | 0          |
| T. Vibe         | 28          | 2           | 2           | 0           | 0                  | 0                  | 0                  | 0                  |               |               |               |               |             |             |             |             | 28       | 2      | 2           | 0          |
| J. Vollstad     | 1           | 0           | 0           | 0           | 0                  | 0                  | 0                  | 0                  |               |               |               |               |             |             |             |             | 1        | 0      | 0           | 0          |
| V. Walnum Vinje | 4           | 0           | 0           | 0           | 2                  | 0                  | 0                  | 0                  |               |               |               |               |             |             |             |             | 6        | 0      | 0           | 0          |